# Swerting
Swerting, Swearting o Sguerthing (protonórdico *Swartingaz) fue un caudillo vikingo y jarl del siglo V, periodo conocido como era de Vendel y se considera uno de los ancestros de los sajones, vinculado familiarmente con Aella de Deira.
Puede ser el mismo Swerting brevemente mencionado en el poema épico Beowulf, donde menciona que tiene un hijo (o un yerno) llamado Hrethel, abuelo materno del mismo Beowulf.

## Beowulf
Un Swerting en el mismo periodo aparece en fuentes de la mitología nórdica como responsable de la muerte del rey Fróði, el headobardo.

## Saga SkjöldungayBjarkarímur
La saga Skjöldunga y Bjarkarímur citan que Jorund fue derrotado por Fróði en el campo de batalla, le subyugó y tomó a su hija que le dio un hijo llamado Halfdan, pero su mujer legítima le dio un heredero llamado Ingeld. Jorund y el jarl Swerting conspiraron contra Fróði y le mataron durante un blót.

## Gesta Danorum
La versión en Gesta Danorum se refiere a las aventuras de Starkad, el viejo guerrero que reinició el conflicto entre headobardos y daneses. Froda fue asesinado traicioneramente por Swerting (Swertingus) (el jarl sueco). El hijo de Froda, Ingellus (Ingeld) vivió una vida sin sentido y se casó con una de las hijas del Swerting.
Esto enfureció mucho a Starkad que se alió con el rey sueco Halfdan (Haldanus) en su lugar. Como Ingellus continuó su vida pecaminosa e incumplió su deber de vengar a su padre, Starkad apareció durante un banquete donde compartía mesa Ingellus con los hijos de Swerting, verdugo de su padre. Starkad amonestó a Ingellus y humilló a su reina, quien intentó calmar a Starkad con amabilidad y una costosa banda. Starkad logró despertar la conciencia a Ingellus, que mató a los hijos de Swerting y se divorció de su esposa sajona.